# Montbras
Montbras é uma comuna francesa na região administrativa de Grande Leste, no departamento de Meuse. Estende-se por uma área de 5,4 km². Em 2010 a comuna tinha 21 habitantes (densidade: 3,9 hab./km²).